# Gerard de Braga
|  | Per a altres significats, vegeu «Gerard». |

Gerard de Braga o Guerau de Moissac (Caors, Òlt, França, s. XI - Bornes, Portugal, 5 de desembre de 1108) fou un monjo benedictí, bisbe de Braga. És venerat com a sant per l'Església catòlica.

## Biografia
Guerau era monjo benedictí a l'Abadia de Sant Pere de Moissac a Occitània (actualment departament de Tarn i Garona). L'arquebisbe Bernat de Toledo, que hi era de pas, quedà admirat per la bellesa dels cant del cor de l'abadia, i sabedor que el director n'era Guerau, li demanà que anés amb ell a Toledo per formar-hi els cantors.
Ja a Toledo, la reputació de Guerau en l'àmbit musical cresqué, a més de la seva fama com a home virtuós, de tal manera que el clergat de Braga l'escollí com a bisbe cap al 1096. Ja a Braga, reformà el capítol i la diòcesi i acabà amb les investidures eclesiàstiques que es feien als laics a canvi de diners. Va reordenar l'escola de la catedral i va continuar les obres de la seu, a més de reconstruir moltes de les esglésies que estaven en ruïnes, ja que la diòcesi ocupava terres reconquerides als musulmans feia poc temps. Va reformar la litúrgia, introduint-hi la reforma gregoriana. També va reorganitzar l'administració de la ciutat.
El 1100, viatjà a Roma per obtenir de Pasqual II la dignitat metropolitana per a Braga, independitzant-se així de Santiago de Compostela i donant un pas més cap a la independència política del Primer Comtat de Portugal. Va proposar, sense èxit, la continuació de la Primera Croada a la península ibèrica per conquerir l'emirat de Saraqusta i socòrrer Balànsiya, que encara no havien caigut en mans dels almoràvits. En 1103 anà un altre cop a Roma, obtenint la confirmació de la jurisdicció de Braga sobre algunes diòcesis de Galícia] (Astorga, Mondoñedo, Ourense i Tui i de Portugal (Porto, Coimbra, Lamego i Viseu).
Va morir a Bornes (Vila Pouca de Aguiar) el 5 de desembre de 1108, on havia anat a consagrar una església reconstruïda.

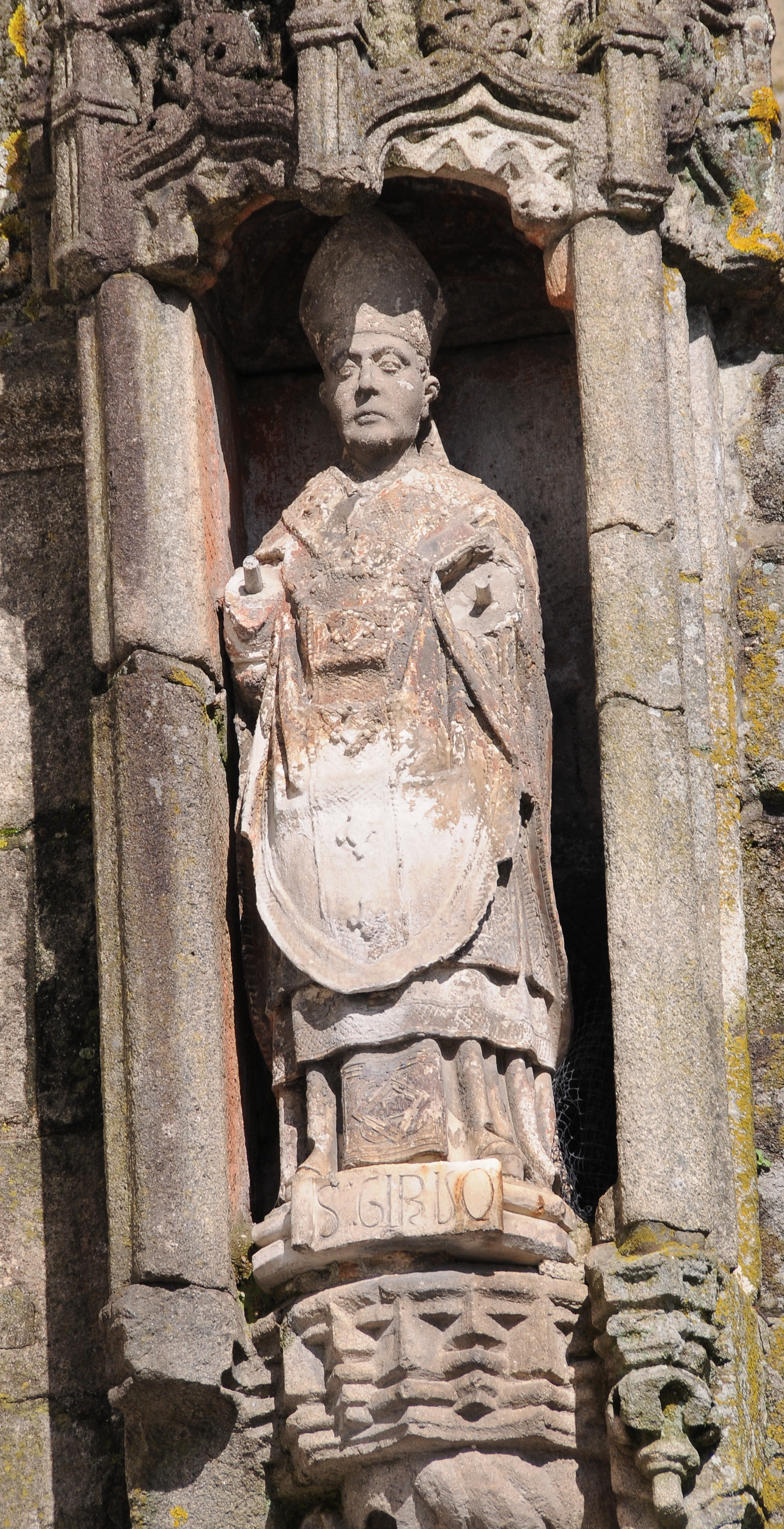
Escultura gòtica a la façana de la catedral de Braga
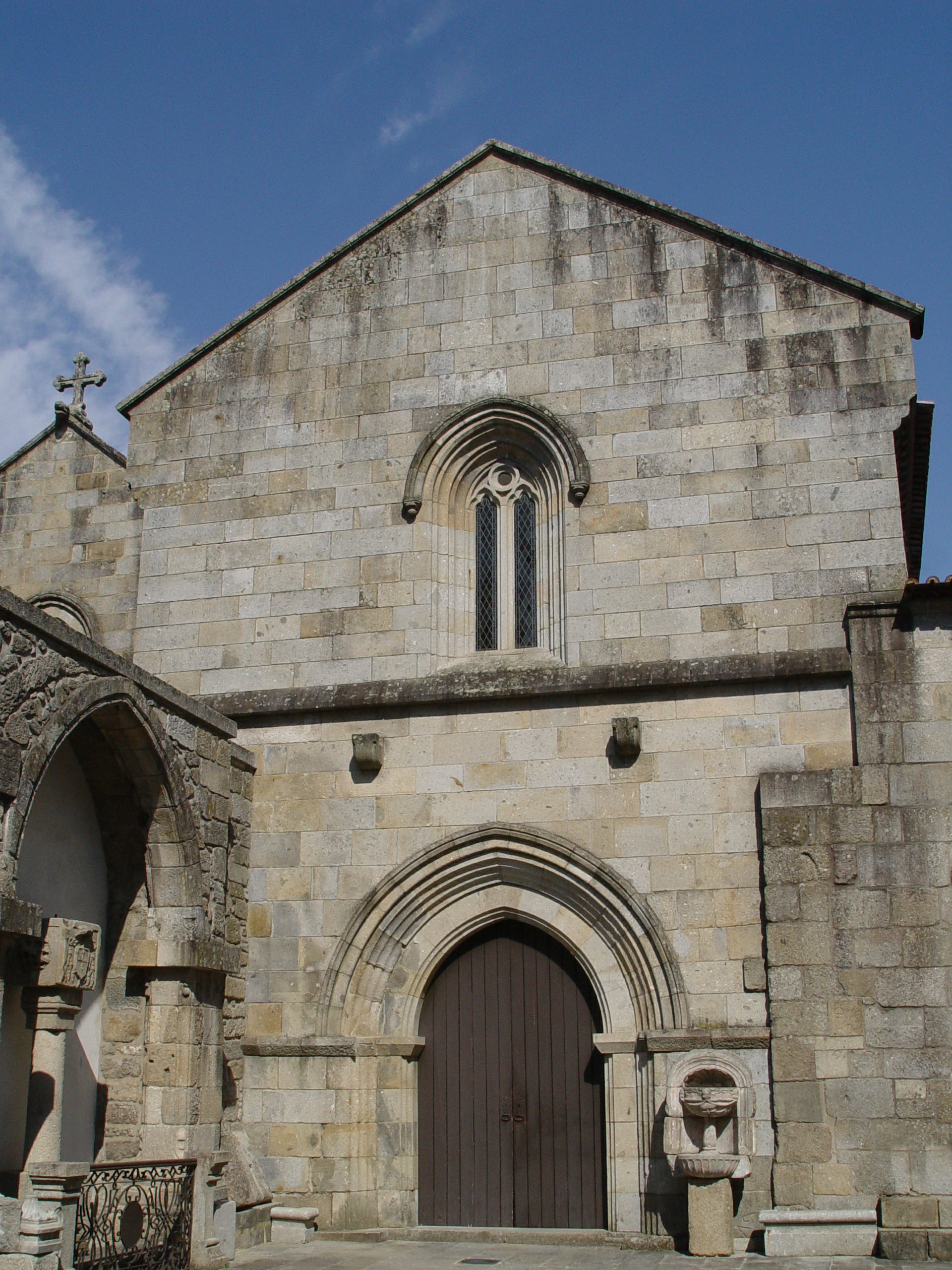
Capella de S. Geraldo de la catedral de Braga
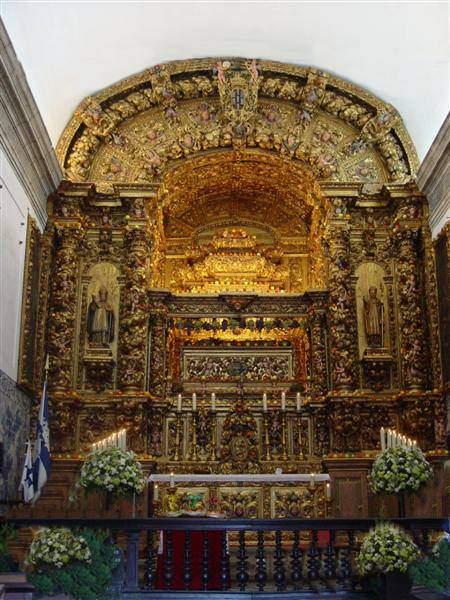
Capella de S. Geraldo, amb la seva tomba
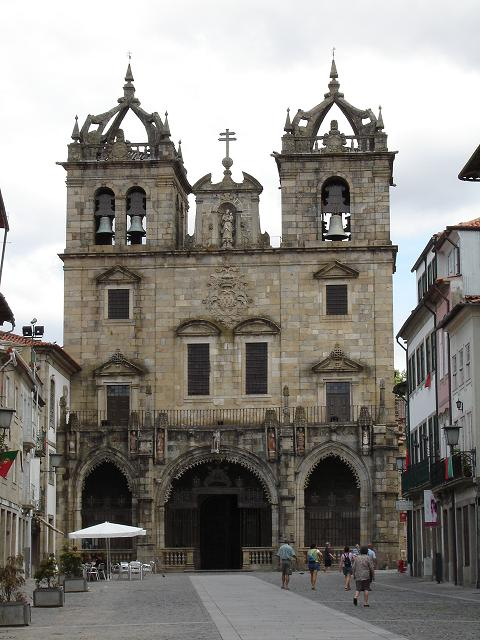
Catedral de Braga

## Veneració
És sant patró de la ciutat de Braga. El seu cos és a la Capela de São Geraldo de la Catedral de Braga.